# Irene Bedard

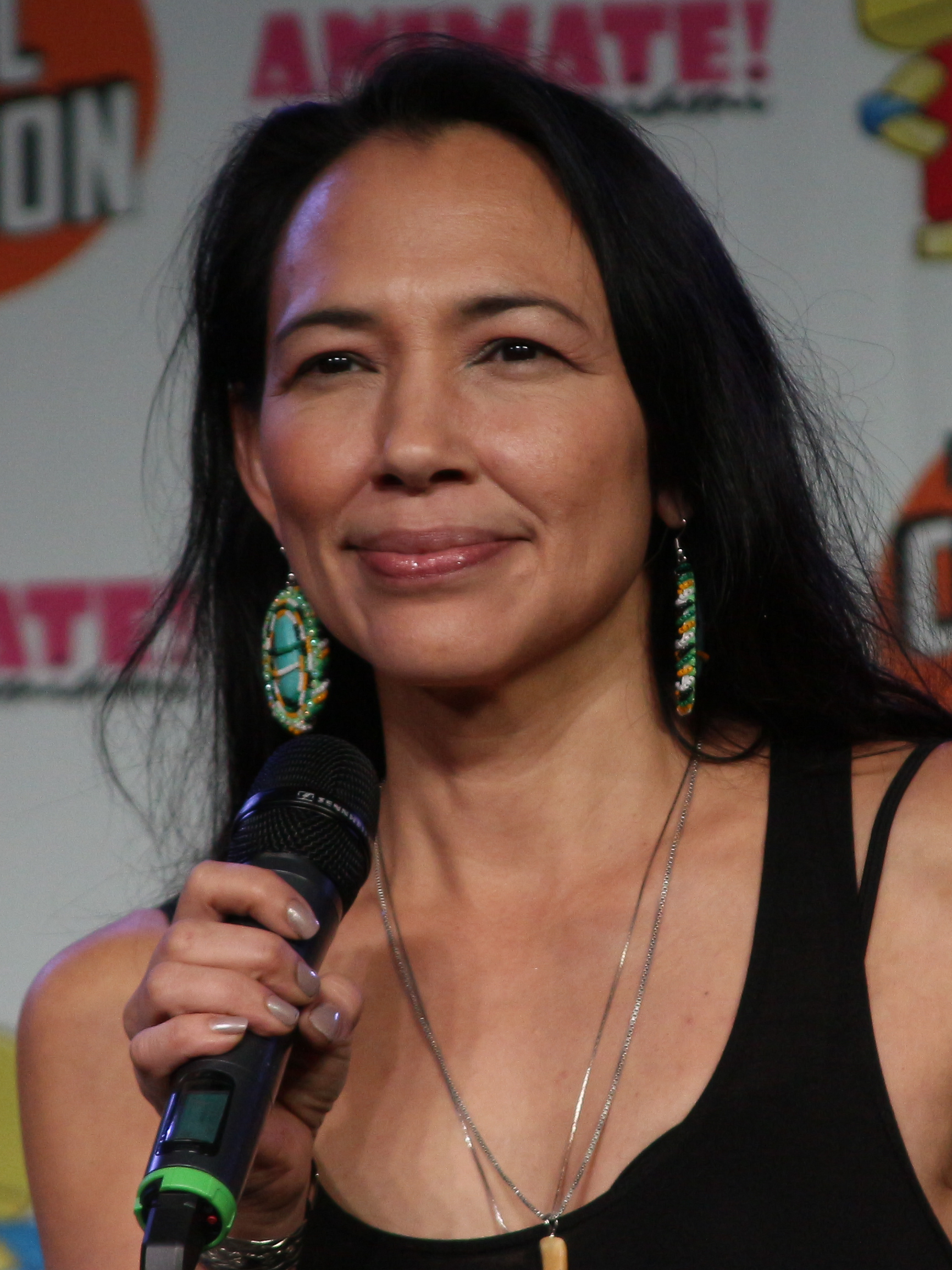
Irene Bedard (2016)

Irene Bedard (* 22. Juli 1967 in Anchorage, Alaska) ist eine US-amerikanische Schauspielerin und Synchronsprecherin, die insbesondere für Darstellungen von Native-American-Charakteren berühmt wurde.

## Leben

### Privatleben
Irene Bedards Mutter ist von Inupiat-Eskimo-Herkunft, ihr Vater ist frankokanadischer und cree-indianischer Abstammung. 1993 heiratete sie den Sänger Denny Wilson, mit dem sie auch einen Sohn, Quinn Wilson hat. Im Jahr 2010 trennte sie sich von ihrem Mann, dem sie jahrelange Misshandlungen vorwarf. Es folgte ein Streit um die Vormundschaft ihres Sohnes. Nach Aufenthalten in den „lower 48“ der USA lebt sie heute wieder in Alaska.

### Karriere
Ihre erste bedeutende Rolle hatte sie 1994 im Fernsehfilm Lakota Woman: Siege at Wounded Knee als Lakota-Indianerin Mary Crow Dog, für die sie für einen Golden Globe nominiert wurde. Für die Walt-Disney-Zeichentrickfilme Pocahontas und Pocahontas 2 – Die Reise in eine neue Welt lieh sie der Titelheldin ihre Stimme. Im historischen Western Crazy Horse verkörperte sie 1996 eine Frau der Black Buffalos. In dem komplett von Native/First Americans gedrehten Film Smoke Signals spielte sie 1997 die Rolle der Suzy Song. 2004 erhielt sie einen der American Indian LA Film and TV Awards als beste Hauptdarstellerin für ihre Rolle in dem Film Greasewood Flat. Im Jahr 2005 verkörperte sie im Spielfilm The New World Pocahontas Mutter Nonoma.
Einen weiteren Auftritt hatte sie im 2011 mit der Goldenen Palme ausgezeichneten Spielfilm The Tree of Life von Terrence Malick.
2018 wurde sie in die Academy of Motion Picture Arts and Sciences aufgenommen, die jährlich die Oscars vergibt.

## Filmografie (Auswahl)
- 1994: Lakota Woman: Siege at Wounded Knee (Fernsehfilm)
- 1994: Squanto: A Warrior’s Tale
- 1995: Der Marshal (The Marshal, Fernsehserie, eine Folge)
- 1995: Pocahontas (Stimme)
- 1996: Pocahontas (VS, Stimme)
- 1996: Grand Avenue (Fernsehfilm)
- 1996: Crazy Horse – Der stolze Krieger (Crazy Horse, Fernsehfilm)
- 1996: The Real Adventures of Jonny Quest (Fernsehserie, zwei Folgen, Stimme)
- 1996: Navajo Blues
- 1996–1997: Adventures from the Book of Virtues (Fernsehserie, zwei Folgen, Stimme)
- 1997: Profiler (Fernsehserie, eine Folge)
- 1997: Det store flip
- 1997: Western Ladies – Ihr Leben ist die Hölle (True Women, Fernsehfilm)
- 1997: Hiawatha – Eine indianische Legende (Song of Hiawatha)
- 1998: Naturally Native
- 1998: Smoke Signals
- 1998: Two for Texas (Fernsehfilm)
- 1998: Pocahontas 2 – Die Reise in eine neue Welt (Pocahontas II: Journey to a New World, Stimme)
- 1998: 12 Bucks
- 1998: 6/29 (Kurzfilm)
- 1999: Wildflowers – Geheimnisvoller Sommer (Wildflowers)
- 2000: Starship Troopers (Roughnecks: The Starship Troopers Chronicles, Fernsehserie, vier Folgen, Stimme)
- 2000: Blood Money (Fernsehfilm)
- 2000: Rebecca – Eine Frau auf der Suche nach sich selbst (The Lost Child, Fernsehfilm)
- 2000: Pussykat
- 2001: Your Guardian
- 2001: Outer Limits – Die unbekannte Dimension (The Outer Limits, Fernsehserie, eine Folge)
- 2001: The Agency – Im Fadenkreuz der C.I.A. (The Agency, Fernsehserie, eine Folge)
- 2003: Paris
- 2003: Greasewood Flat
- 2003: Edge of America (Fernsehfilm)
- 2004: What’s New, Scooby-Doo? (Fernsehserie, eine Folge, Stimme)
- 2005: Planting Melvin
- 2005: Higglystadt Helden (Higglytown Heroes, Fernsehserie, eine Folge, Stimme)
- 2005: In den Westen (Miniserie, vier Folgen)
- 2005: Miracle at Sage Creek
- 2005: Love’s Long Journey (Fernsehfilm)
- 2005: The New World
- 2007: Tortilla Heaven
- 2007: The Red Chalk (Kurzfilm)
- 2007: Cosmic Radio
- 2008: Turok: Son of Stone (Stimme)
- 2008–2009: The Spectacular Spider-Man (Fernsehserie, vier Folgen, Stimme)
- 2011: The Tree of Life
- 2012: Young Justice (Young Justice: Invasion, Fernsehserie, eine Folge, Stimme)
- 2012, 2014, 2015: Longmire (Fernsehserie, drei Folgen)
- 2013: Vertical
- 2014: Ron and Laura Take Back America
- 2015: Songs My Brothers Taught Me
- 2017: Der Nebel (Fernsehserie)
- 2018: Westworld (Fernsehserie, zwei Folgen)
- 2020–2021: The Stand – Das letzte Gefecht (The Stand, Fernsehserie, 8 Folgen)
- 2024: Avatar – Der Herr der Elemente (Avatar: The Last Airbender, Fernsehserie, 2 Folgen)
- 2025: American Primeval (Miniserie, fünf Folgen)
- 2025: Keep Quiet